# Tomáš Skuhravý
Tomáš Skuhravý (* 7. September 1965 in Český Brod) ist ein ehemaliger tschechischer Fußballspieler.
Tomáš Skuhravý gehörte in der zweiten Hälfte der 1980er Jahre und in der ersten Hälfte der 1990er Jahre zu den besten tschechischen Stürmern. Wegen seiner hohen Trefferquote lautete sein Spitzname Bomber. Skuhravýs Jugendverein war Přerov nad Labem. Als 15-Jähriger ging er zu Sparta Prag. Mit 17 Jahren debütierte er in der 1. Liga. Zwischen 1984 und 1986 absolvierte er seinen Wehrdienst bei RH Cheb. In der darauffolgenden Saison 1986/87 gelang ihm der große Durchbruch, in 29 Spielen schoss er 18 Tore. Auch in den folgenden Jahren, längst war Skuhravý Nationalspieler, schoss er Tore wie am Fließband. 
Über die Grenzen der Tschechoslowakei hinaus bekannt wurde Skuhravý bei der Weltmeisterschaft 1990 in Italien, bei der ihm fünf Treffer gelangen. Nach seinen beiden Toren im Gruppenspiel gegen die USA (5:1) und seinem Hattrick im Achtelfinale gegen Costa Rica unterschrieb er einen Vertrag beim CFC Genua. In fünf Jahren traf er in 155 Partien 59 Mal für den italienischen Verein, bis heute ist er Rekordtorschütze für den Klub in der Serie A und ein großes Idol der dortigen Fanszene. 1994 bot Leeds United drei Millionen Pfund für Skuhravý, doch der Transfer platzte im letzten Moment. Im Dezember 1995 wurde er an Sporting Lissabon ausgeliehen, absolvierte dort aber nur noch vier Spiele. Er verhandelte mit Viktoria Žižkov und absolvierte ein Probetraining beim 1. FC Kaiserslautern, aber aufgrund anhaltender Knieprobleme beendete er mit nur 31 Jahren seine Karriere.
Er arbeitete anschließend unter anderem als Manager von Marila Příbram und als Fußballexperte für das italienische Fernsehen. Er spielte in unteren Ligen noch für TJ Budenín und Sokol Kosoř.
In Přerov nad Labem besitzt er ein Hotel namens Bomber. Aufsehen erregten mehrere Unfälle mit Sportwagen. 1993 entging er nur knapp dem Tod. 1999 beging Skuhravý alkoholisiert Fahrerflucht, ihm wurde für drei Jahre der Führerschein entzogen.